# Michala Møller
Michala Elsberg Møller (Aalborg, 16 de fevereiro de 2000) é uma jogadora de handebol dinamarquesa.

## Carreira
Møller começou sua juventude no nível de elite no EH Aalborg , nos anos de 2015 a 2018. Em 2018, ela passou a jogar pela equipe sub-18 do Herning-Ikast Handball e pela ISI Sports Academy em Ikast. Lá ela jogou por um breve período antes de também fazer sua estreia pelo time principal do clube na Liga Feminina de Handebol. Com o clube, conquistou a Copa Nacional DHF 2019 e a prata na Liga HTH 2018-19. Ela também representou a Dinamarca no Campeonato Europeu Feminino de Handebol Sub-17 de 2017, no Campeonato Mundial Feminino de Handebol Juvenil de 2018 e no Campeonato Europeu Feminino de Handebol Júnior de 2019, ficando em 6º lugar nas três vezes.
Ela representou a Dinamarca no Campeonato Mundial Feminino de Handebol de 2021, na Espanha. Nos Jogos Olímpicos de Verão de 2024, em Paris, conquistou a medalha de bronze no torneio feminino do handebol, após vencer a equipe sueca por 30–25 na disputa pelo terceiro lugar.